# Acmopolynema mboroense
Acmopolynema mboroense is een vliesvleugelig insect uit de familie Mymaridae. De wetenschappelijke naam is voor het eerst geldig gepubliceerd in 1967 door Risbec.